# 土屋元作
土屋 元作（つちや もとさく、慶応2年6月3日（1866年7月14日） - 1932年（昭和7年）5月18日）は、戦前日本のジャーナリスト。豊後国日出藩出身。維新後東京、大阪の学校を転々とし、徳島県等に出仕した後、アメリカ合衆国に渡り、美術品の取引に関わった。帰国後時事新報、毎日新聞、朝日新聞等で記者を務め、渡米経験を活かして精力的に海外取材を行った。

## 生涯

### 生い立ち
慶応2年（1866年）6月3日豊後国日出に日出藩士土屋元成の長男として生まれた。当初幼名には親戚により「甚九郎」が提案されたが、維新前夜の当時にあって諱制度の廃止も想定し、通字「元」を幼名に入れて「元作」と名付けられたという。当時の日出には幼名の末尾を変えて渾名とする習慣があり、元作はモトンコウと愛称された。
幼少期は病身の痔持ちで、「白縫物語」「金華七変化」「南総里見八犬伝」「高木折右衛門」等の草双紙を読んで過ごした。

### 学生時代
1873年（明治6年）日出で最初に開校した小学校に入学したが、1874年（明治7年）5,6月頃、東京で陸軍教導団に勤務中の父、内務省に勤務中の叔父に呼ばれ、縁家滝家と共に上京し、芝南佐久間町二丁目18番地の旧佐伯藩邸長屋に住み、芝西久保巴町鞆絵小学校に入学した。
1878年（明治11年）漢学好きの叔父の勧めで芝愛宕町三丁目の高谷竜洲私塾に入学したが、1882年（明治15年）建築学に進んだ従兄滝大吉から洋学を学ぶべきと主張され、1883年（明治16年）神田共立学校に移り、深沢要橘、鈴木重陽に英語を学んだ。
下期からは同級生小田虎丸の勧めでイギリス人教師トムソンのいる攻玉社に転じたが、元水夫のため英会話の質に満足できなかった。1884年（明治17年） 父が赴任していた大阪で英和学舎（現・立教大学）に転じたが、3ヶ月で退学し、帰京して入った東京一致英和学校も再び3ヶ月で退学した。次いで上野清私塾で数学を学ぶも長続きせず、叔父の斡旋で横浜の高島嘉右衛門邸の書生となった。
1885年（明治18年）神田成立学舎、神田英語学校に入り、日光で療養後、冬東京専門学校3年に入り、英語で普通学を学んだ。在学中脚気のため円覚寺で療養中、今北洪川に荘子に因み大夢の居士号を授けられた。

### 官仕時代
1886年（明治19年）3月20歳となるのを機に退学し、冬浪速紡績支配人寺田将美に従い大阪に移った。1889年（明治22年）東条兼作の勧めで神戸穴門筋に旭商店を開業し、華筵輸出事業を計画してバンクーバーに渡ったが、冬には廃業した。
1890年（明治23年）8月5日秋月新太郎の周旋で警保局監獄課雇となり、11月27日桜井勉徳島県知事官房として徳島県に転じ、1891年（明治24年）3月10日直税署諸務課、31日知事官房、7月8日知事官房秘書主任を歴任した。
1891年（明治24年）12月25日枢密院属となり、帰京した。在京中、書記官関謙之の『東京日日新聞』散録、寺山星川の『城南評論』執筆を助けた。1892年（明治25年）9月8日非職となった。

### 渡米
1892年（明治25年）埼玉県代議士竹井諸貞の求めで華筵輸出業の再開を決意し、1893年（明治26年）シカゴ万国博覧会大阪出品協会雇員として渡米したが、1894年（明治27年）そのままアトランティックシティの美術商島村商会に入会し、1895年（明治28年）冬松尾儀助の下で事務に携わった。
1897年（明治30年）執行弘道、高柳陶造と16丁目に日本美術商三笑堂を開き、夏にはヴィクトリア女王在位50年記念式典に合わせてイギリスへの行商も試みたが、1,000円の借金を作って帰国した。

### 新聞記者時代

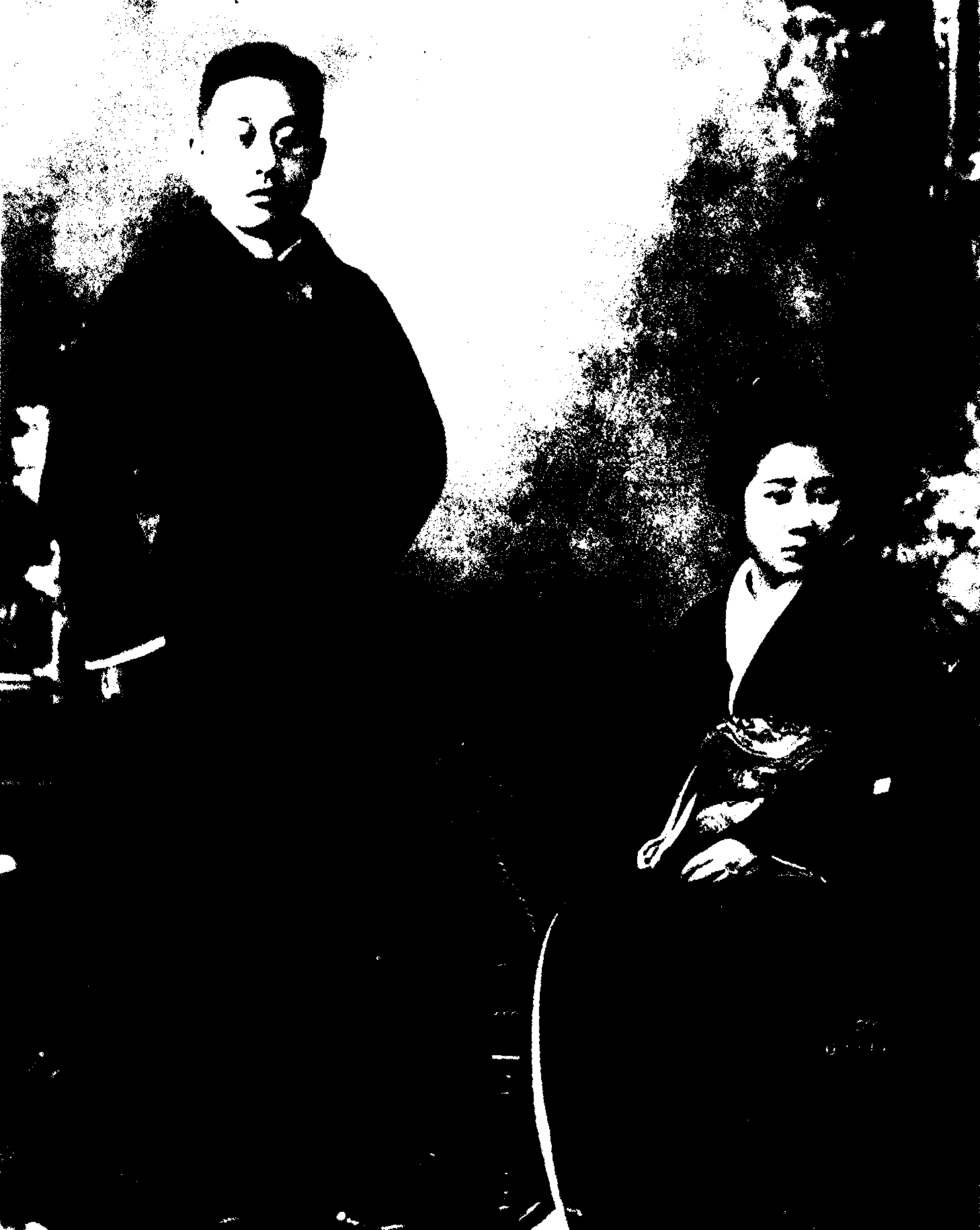
新婚時代の土屋元作とせき

1897年（明治30年）11月新井虎南、寺山星川の勧めで時事新報社に入社した。1898年（明治31年）台湾抗日運動の取材のため台湾に渡り、台北、台南、澎湖諸島、打狗、蕃薯藔を視察し、1月帰国した。1900年（明治33年）パリでパリ万国博覧会を取材した。
1901年（明治34年）1月大阪毎日新聞社に招かれ、病気となった小松原英太郎総理を補佐して通信部長に就いた。しかし、12月社長の座を奪おうと工作を行ったため、同僚等に阻止され、1902年（明治35年）3月退社し、1903年（明治36年）まで三和印刷店顧問を務めた。

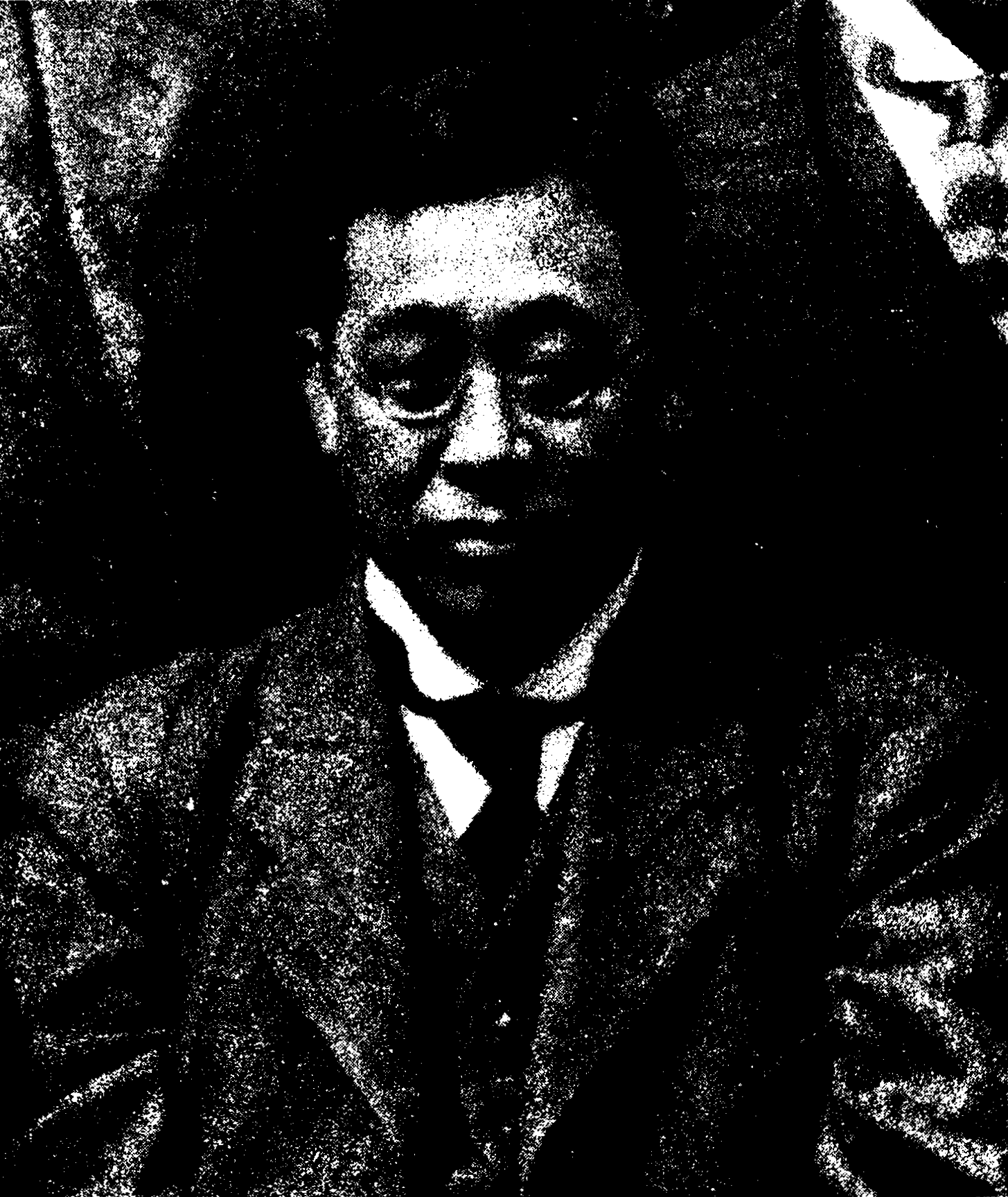
朝日新聞社時代の土屋元作

1904年（明治37年）4月本多精一の勧めで大阪朝日新聞社に入社した。1905年（明治38年）3月北京特派員となり、秋経済課長とし帰国した。
1906年（明治39年）東京朝日新聞政治部長兼大阪通信部長として上京し、満韓巡遊会キャップ格として韓国、南満州を視察した。1908年（明治41年）、1909年（明治42年）の2度世界一周旅行を行った。
1911年（明治44年）2月大阪本社に転じ、1914年（大正3年）5月論説委員兼顧問、12月出版部長となり、『朝日年鑑』発行等に関わった。1915年（大正4年）1月からオーストラリア、ニュージーランドを巡り、社会制度等を視察し、著書を著した。1916年（大正5年）4月29日朝日新聞を退社し、客員となった。

### 晩年
1917年（大正6年）フィリピンで久原鉱業のゴム事業を視察し、1918年（大正7年）11月朝日新聞の嘱託でパリ講和会議を取材した。1920年（大正9年）独力で『内外時事』を創刊したが、眼疾に罹り、廃刊した。
1922年（大正11年）11月23日渡米し、大阪ロータリークラブチャーター受領に出席した。
1924年（大正13年）8月から1929年（昭和4年）9月まで大阪時事新報主筆（主幹）を務めた。
1931年（昭和6年）5月頃脳溢血を発症した。1932年（昭和7年）3月頃再発し、灸痕から丹毒が侵入して5月12日病臥に伏し、18日死去した。墓所は青山霊園。戒名は微笑院華外大夢居士。

## 著書
- 1899年 『内外交際心得』NDLJP:759168
- 1903年 『余が見たる福沢先生』NDLJP:781926
- 1912年 『新学の先駆』NDLJP:778137
- 1916年 『濠洲（南方大陸）及新西蘭（長白雲）』NDLJP:950971
- 1916年 『比律賓跋渉』NDLJP:951561
- 1924年 『太平洋問題観瀾』
- 1924年 『米国大勢論断』
- 1926年 『嗚呼南洲先生』
- 1927年 『愛皇論』NDLJP:1100135
- 1929年 『新聞の元祖 浜田彦蔵の事跡』
- 1929年 『戯曲 福沢先生』
- 1929年 『凡夫の大道』
- 1931年 『戯曲 二宮尊徳』NDLJP:1093640
- 1931年 『万里先生の事業と学問』
- 1931年 『夢中語』
- 1932年 『記憶を辿りて』

## 土屋家

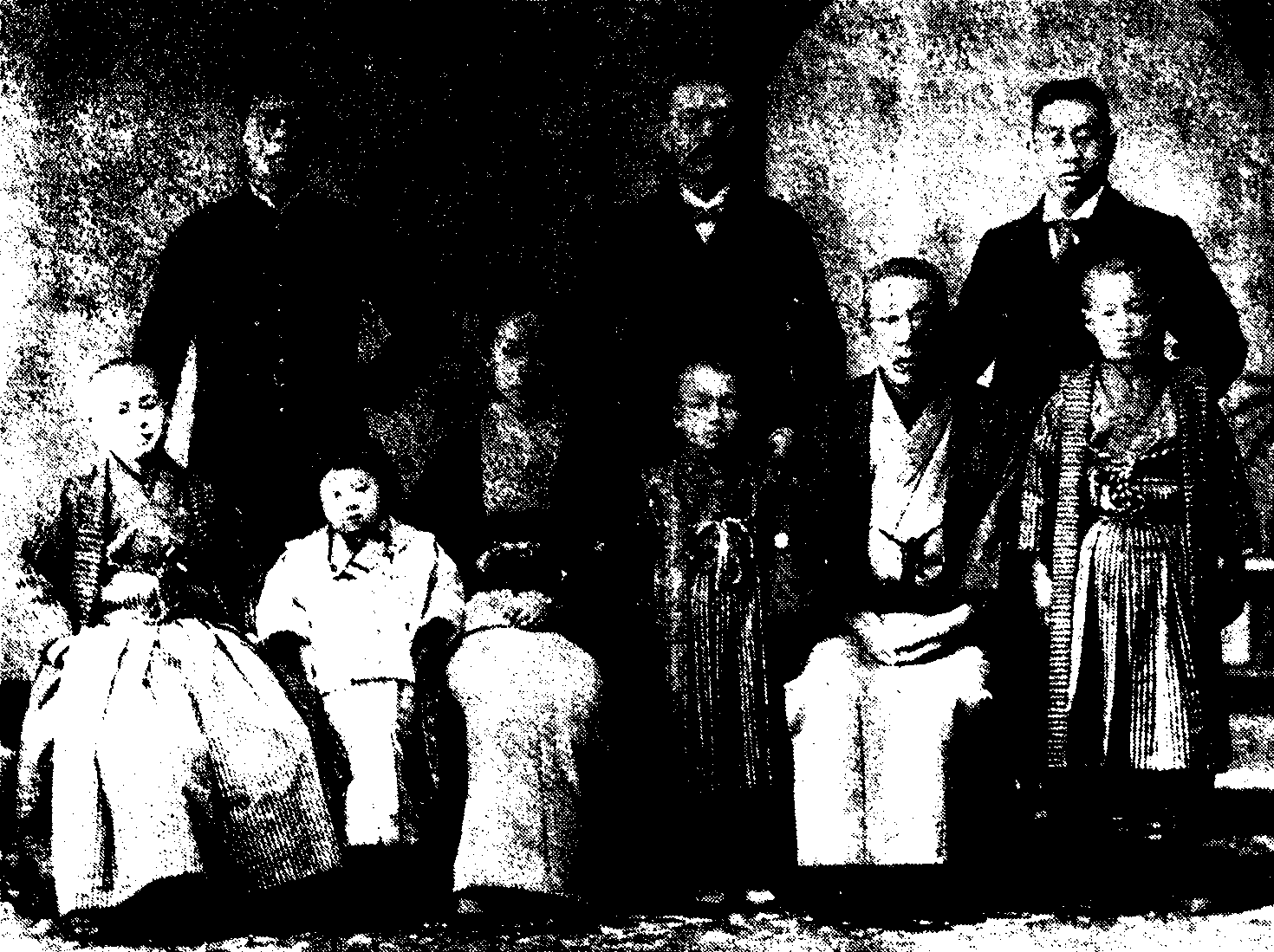
右から
後列：土屋元作、瀧大吉、瀧廉太郎
前列：瀧二郎、吉良義男、瀧三郎、たみ、かつ、清

土屋家は戦国時代には美濃国関領主だったが、中濃攻略戦後敗走して丹羽長秀に仕えた。丹羽家滅亡後、土屋湖庵は広島で町医となり、木下家侍医に取り立てられ、代々日出藩の要職を務めた。
- 父：土屋元成 – 日出藩士、陸軍工兵少佐。
- 母：八重 – 滝平之進娘[35]。
  - 弟：長尾庸三 – 長尾景明養子。陸軍歩兵中尉。常陸丸事件で切腹した[36]。
  - 妹：滝たみ – 滝大吉(建築設計家、たみ、元作、瀧廉太郎のいとこ)に嫁ぐ[35][37][38]。
  - 従弟：瀧廉太郎 – 滝平之進孫[35]
- 妻：せき – 1878年（明治11年）10月生。川辺儀三郎妹[39]。姉みちは古美術商・通訳からホテル・ニューグランド会長となった野村洋三妻[40]。野村洋三とは円覚寺で知り合い、シカゴ万博で再開して親交を深めた[41]。
  - 長男：康太郎 – 1904年（明治37年）11月生[39]。
  - 次男：賢次郎 – 1909年（明治42年）9月生[39]。
  - 三男：俊三郎 – 1912年（明治45年）1月生[39]。
  - 四男：秀四郎 – 1914年（大正3年）10月生[39]。慶應義塾大学英文科卒業後長く療養生活を送り、戸塚結核療養所で同室した小林伊勢吉から聴取した話を『伊勢吉漁師聞書』として著した[42]。1957年（昭和32年）2月没[42]。
  - 長女・モト子 – 滝廉太郎の弟・孝三郎の妻でバイオリニスト[37]
  - 娘：高谷ハル[43]。
    - 孫：嘉明 – 宝塚市野上在住[43]。
    - 孫：愛子 – 横浜市港北区日吉本町在住[43]。